# Mouvement révolutionnaire des hommes bleus
Le Mouvement révolutionnaire des hommes bleus (MOREHOB), puis Mouvement de résistance des hommes bleus, est une organisation sahraouie de résistance anti-espagnole fondée par Moha R'guibi, dit Edouard Moha, en 1969, sous le nom MOREHOB. Le MOREHOB revendiqua le rattachement du Sahara occidental au Maroc et s'opposa au Polisario. Après la libération du territoire par l'Espagne (1975) et son annexion au Maroc, le MOREHOB se dissout et Moha fondera l'AOSARIO, Association des originaires du Sahara anciennement espagnol. L'AOSARIO défend la thèse du Sahara marocain,.